# Hydaticus conspersus
Hydaticus conspersus är en skalbaggsart som beskrevs av Régimbart 1899. Hydaticus conspersus ingår i släktet Hydaticus och familjen dykare.

## Underarter
Arten delas in i följande underarter:
- H. c. sakishimanus
- H. c. conspersus